# Джерело № 6 (Косівська Поляна)
Джерело № 6 — гідрологічна пам'ятка природи місцевого значення. Об'єкт розташований на території Рахівського району Закарпатської області, с. Косівська Поляна ДП «Великобичківське ЛМГ», Косівсько-Полянське лісництво, урочище «Лазищі», квартал 12, виділ 19.
Площа — 0,5 га, статус отриманий у 1984 році.